# Borovice pokroucená
Borovice pokroucená (Pinus contorta) je severoamerický druh dvoujehličné borovice. Svůj název dostala podle jehlic, většinou srpovitě pokroucených, dosti hustě obrůstajích větvičky. Je velmi variabilní (viz 3 subspecie) a jako typický „pionýr“ obsazuje lávová pole a plochy po požárech. Je velice světlomilná, avšak v ostatních nárocích velmi skromná. Zpočátku roste velmi rychle, brzy však svůj růst končí a začíná plodit. Ve střední Evropě se běžně vyskytují všechny subspecie.

## Synonyma
heterotypická
- Pinus murrayana Balf.
- Pinus bolanderi Parlatore

homotypická
- Pinus muricata Bolander

## Taxonomické členění, vzhled a výskyt
Dříve byly posuzovány borovice pokroucená a borovice Murrayova jako samostatné druhy. CRITCHFIELD (1957) přehodnotil původní agregát jako jediný druh se čtyřmi subspeciemi, které byly později posouzeny (FARJON 2001) jako 3 samostatné subspecie (poddruhy), které se od sebe dost nápadně liší:
- Pinus contorta subsp. contorta – borovice pobřežní (shore pine) jsou nízké (max 10–14 m), netvárné stromy (někdy i keře) s deštníkovitou korunou a velmi větevnaté. Jehlice mají krátké a úzké s množstvím průduchů, šišky zpětně postavené na větvích, otevírající se po dozrání. Výskyt: obsazuje úzké pásmo pobřežních hor od mysu Mendocino až po Aljašku.
  - Pinus contorta subsp. contorta var. bolanderi – původně čtvrtý poddruh (subsp. bolanderi) uznávaný Critchfieldem.

- Pinus contorta subsp. latifolia (Engelm.) Critchf., 1957 – borovice tyčová (Kaňák K.,1980 - srv. lodgepole pine). Stromy 15–22 m, někde 30–35 m, max 48 m. Dlouhé jehlice střední tloušťky, šišky tvrdé a těžké, asymetrické, zůstávají na stromě neotevřené (serotinní). Používá se na výrobu pražců, telegrafních sloupů, pilotů, lodní dřevo. Je to agresivní pionýr na požářištích a lávových polích, intolerantní sukcesní typ. Výskyt: areál největší z těchto poddruhů: celé pásmo Skalistých hor od Aljašky až po Colorado, na západ až do Britské Kolumbie.

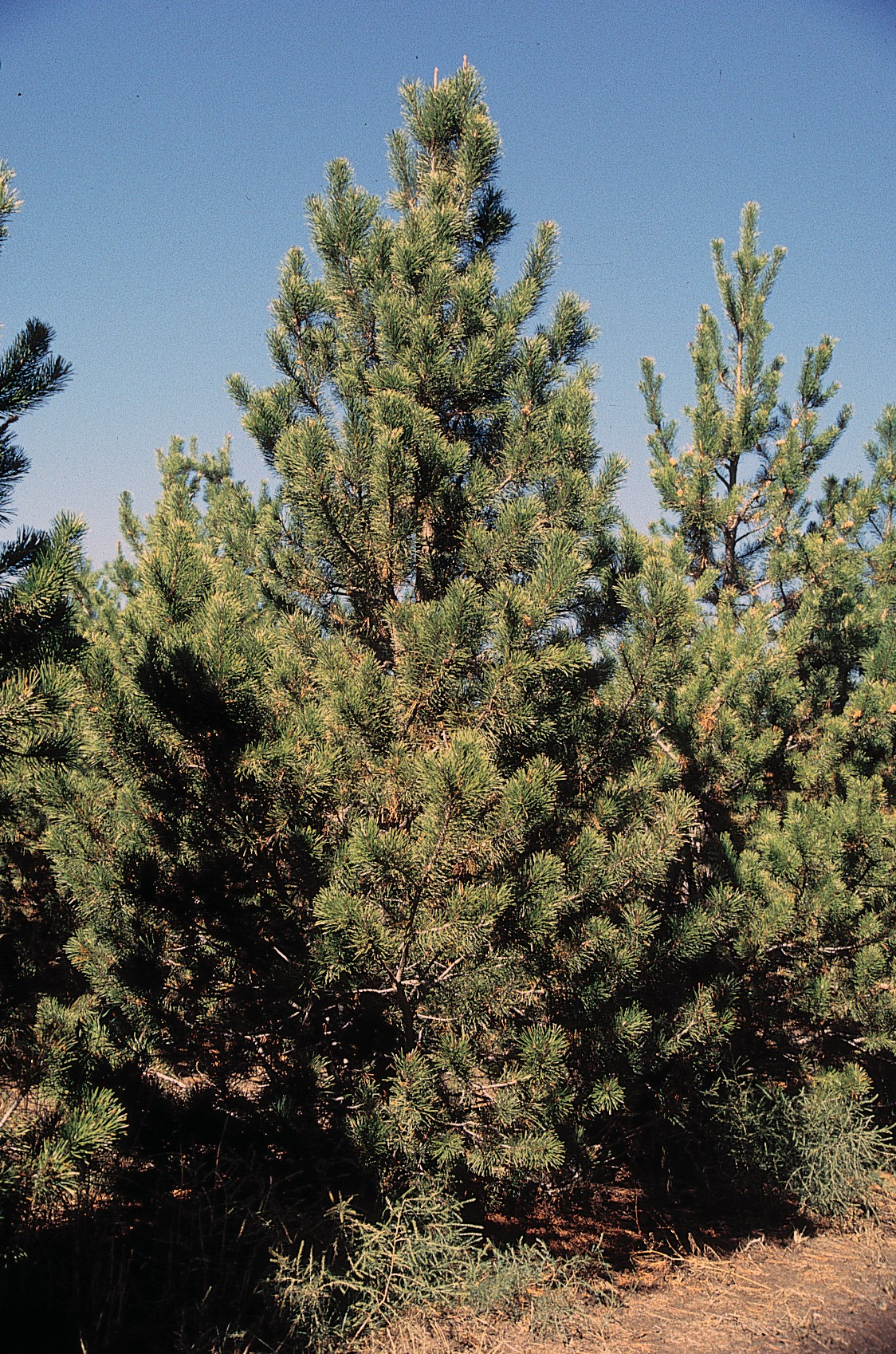
Pinus contorta subsp. latifolia

- Pinus contorta subsp. murrayana (Balf.) Engelm., 1880 – borovice Murrayova (Murray pine) je pomalejšího růstu (vysokohorský druh) a dosahuje výšky 20-25 (40) m. Jehlice široké, šišky odstálé, dozadu směřující, symetrické, otvírají se po dozrání. Výskyt: Areál oregonské Kaskádové pohoří, Sierra Nevada, východní část pohoří Siskiou Mts. a izolované populace v horách jižní Kalifornie a Baja California (Mexiko).

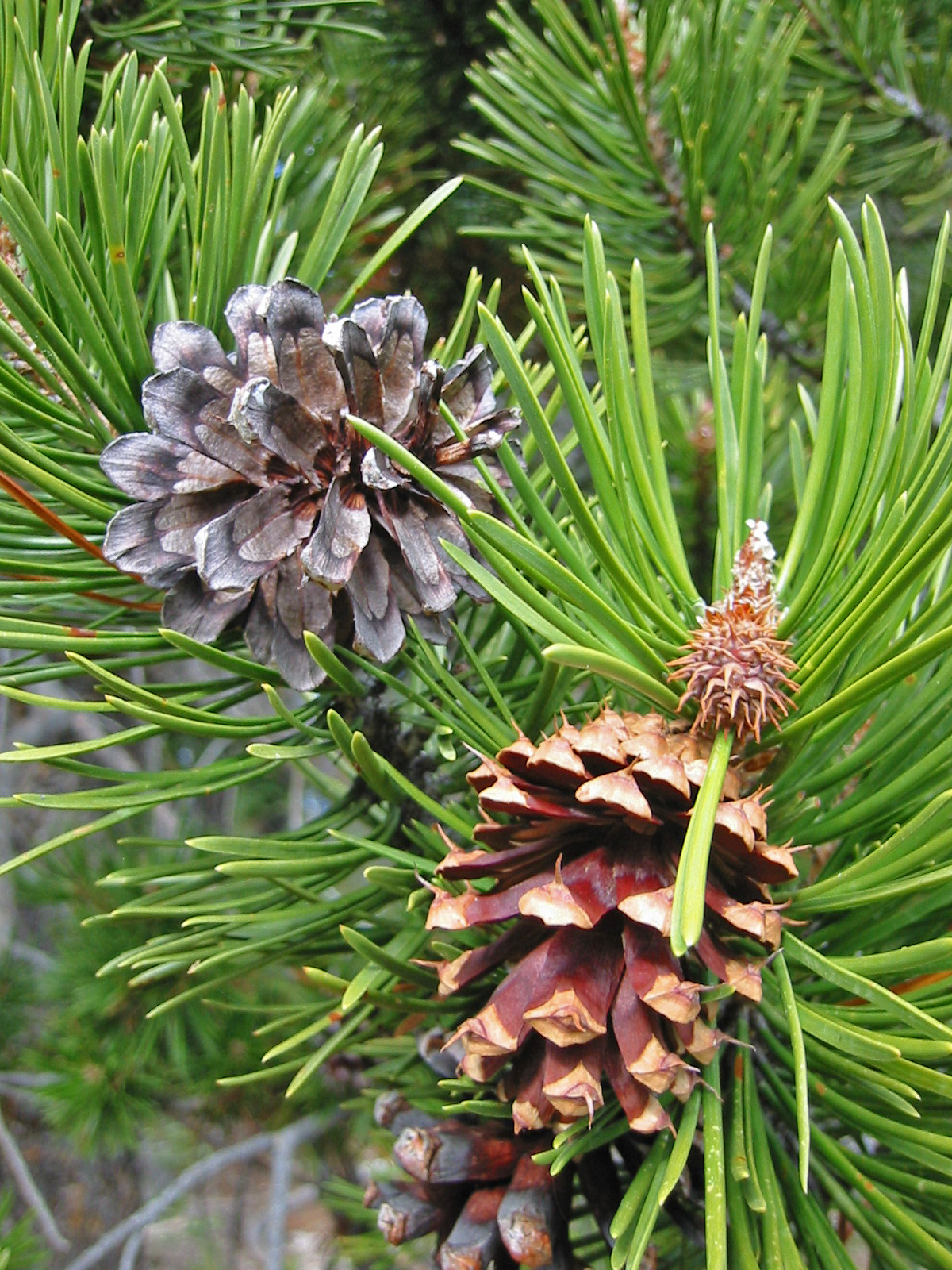
Pinus contorta subsp. murrayana

## Vzhled
Borka tenká a hladká, v dospělosti tmavě červenohnědá, rozpraskávající se v šupiny. Letorosty zelené, lysé, během jednoho roku vytváří často 2 přesleny. Pupeny podlouhle vejčité, 12 mm, červenohnědé, pryskyřičnaté. Šišky serotinní (otevírají se obvykle mnoho let po dozrání např. při požáru) i neserotinní, krátce stopkaté, jednotlivé nebo po několika pohromadě, značně asymetrické, 2–6 × 2–3 cm, se štítky kosočtverečnými, s malým pupkem a ostrými tenkými hroty. Semena velmi drobná, černavě hnědá.

## Ekologie
Tento druh je velmi variabilní, o čemž svědčí 3 velmi rozdílné poddruhy. V jeho celkovém spektru můžeme nalézt populace s charakterem klimaxovým, rostoucí ve směsích s jinými druhy, i velmi výrazně „pionýrské“ populace, nesnášející konkurenci.
Vertikální rozšíření je prakticky od mořské hladiny až do nadmořské výšky 3.600 m!
Na překryvu jejího areálu s areálem borovice Banksovy dochází ke křížení obou druhů. Kříženec se nazývá Pinus ×murraybanksiana Righter & Stockwell, 1949.

## Využití
Tato borovice je hospodářsky velmi významným druhem. Dřevo se používá jako stavební materiál (sloupy, pražce apod.), nebo jako surovina pro výrobu celulózy.
V ČR:
Pro jejich odolnost vůči klimatu a vůči imisím (pocházejí z dosud činných vulkanických pohoří) a pionýrský charakter se často používají v imisních polohách Krušných hor a při zalesňování rekultivačních ploch po těžbě (Sokolovsko). Pro svoji odolnost, flexibilitu a nenáročnost je velmi vhodná i pro městské a okrasné výsadby.

## Zajímavosti
Dříve používali indiáni tyče na stavbu indiánských stanů (tee-pee) právě z této borovice a odtud její amer. název: lodgepole pine (borovice tyčová).
V sukcesi této borovice hrají velkou roli požáry, po kterých se stává na spáleništích dominující dřevinou. Část šišek je totiž serotinních - otevírají se až na vnější podnět, tj. zvýšenou teplotu při požáru. Mladé semenáčky jsou potom ve spáleništní půdě zbaveny konkurence jiného podrostu. Pro některé lokality, kde je žádoucí přirozená sukcese (např. Národní parky), jsou požáry uměle zakládány (tzv. řízené požáry).